# Канадские федеральные выборы (2008)
Кана́дские федера́льные вы́боры 2008 го́да (официально названные 40-ми канадскими федеральными выборами) были проведены во вторник, 14 октября 2008 года, с целью выбрать депутатов Палаты общин парламента Канады 40-го созыва после того, как предыдущий созыв был распущен 7 сентября 2008 года генерал-губернатором Канады. Выборы привели к победе правящей Консервативной партии Канады, и переизбранию премьер-министра Стивена Харпера.

## Причина выборов
По закону следующие выборы в Канаде должны были состояться 19 октября 2009 года. Однако, существует право генерал-губернатора страны распускать парламент в случае вотума недоверия, предъявленного оппозиционными партиями. Перед этими выборами не было вотума, однако премьер-министр обратился к генерал-губернатору с просьбой назначить внеочереденые выборы, что и было сделано.
О возможности внеочередных выборов Стивен Харпер впервые заявил 14 августа 2008 года после неоднократных голосований о вынесении вотума в парламенте. 27 августа Стивен Харпер попросил генерал-губернатора Микаелу Жан прервать визит в Пекин на Параолимпийские игры, что только увеличило спекуляции на эту тему. Наконец 7 сентября премьер-министр попросил назначить новую дату выборов на 14 октября.